# Танагра бірюзова
Тана́гра бірюзова (Tangara mexicana) — вид горобцеподібних птахів родини саякових (Thraupidae). Мешкає в Амазонії і на Гвіанському нагір'ї.

## Підвиди
Виділяють п'ять підвидів:

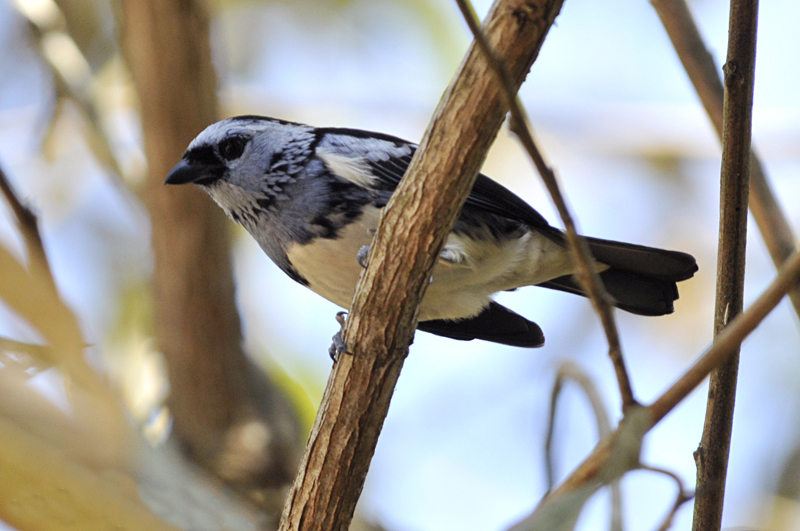
Бірюзова танагра (підвид T. m. brasiliensis)

- T. m. vieilloti (Sclater, PL, 1857) — острів Тринідад;
- T. m. media (Berlepsch & Hartert, E, 1902) — східна Колумбія і Венесуела;
- T. m. mexicana (Linnaeus, 1766) — від Гвіани до центральної Бразилії;
- T. m. boliviana (Bonaparte, 1851) — від південно-східної Колумбії до східного Еквадору, східного Перу, західної Бразилії і північної Болівії;
- T. m. brasiliensis (Linnaeus, 1766) — східне узбережжя Бразилії (від південної Баїї до Ріо-де-Жанейро).

Деякі дослідники виділяють підвид T. m. brasiliensis у окремий вид Tangara brasiliensis.

## Поширення і екологія
Бірюзові танагри мешкають в Колумбії, Еквадорі, Перу, Болівії, Бразилії, Венесуелі, Гаяні, Суринамі, Французькій Гвіані та на Тринідаді і Тобаго. Вони живуть у вологих рівнинних і заболочених тропічних лісах, на узліссях і галявинах, в заростях на берегах річок, на плантаціях і в садах. Зустрічаються парами або зграйками до 10 птахів, на висоті до 1000 м над рівнем моря. Іноді приєднуються до змішаних зграй птахів. Живляться плодами, зокрема Miconia і Cecropia, а також комахами. Гнздо чашоподібне, робиться з моху, листя, рослинних волокон і лишайників, розміщується на дереві. В кладці 2-3 сірих або зеленуватих яйця, поцяткованих червонуватими або коричневими плямами. Інкубаційний період триває 12-14 днів.